# Giuseppe Giliberti
Giuseppe Giliberti (Pinar del Río, 21 dicembre 1919 – 15 gennaio 1992) è stato un politico italiano.

## Biografia
Di professione medico; è stato senatore della VIII Legislatura subentrando il 21 gennaio 1983, in sostituzione di Cristoforo Ricci, che era deceduto il 4 gennaio, nelle file della Democrazia Cristiana (DC). Finisce il suo mandato l'11 luglio dello stesso anno. In quei sei mesi fece parte prima della 11ª Commissione permanente Lavoro, previdenza sociale e poi della 12ª Commissione permanente Igiene e sanità
Muore nel gennaio 1992 all'età di 72 anni.